# FAKE STAR〜I'M JUST A JAPANESE FAKE ROCKER〜
『FAKE STAR 〜I'M JUST A JAPANESE FAKE ROCKER〜』（フェイク・スター・アイム・ジャスト・ア・ジャパニーズ・フェイク・ロッカー）は、日本のロックバンド、黒夢のメジャー4作目のアルバム。

## 概要
初回盤は特殊スリーブケース・CDカラーケース、ブックレット封入。2度目のオリコンチャート1位獲得。

## 楽曲解説
「FAKE STAR」は、ライブのオープニング定番曲。歌詞は当時のJ-POPシーンを強烈に皮肉ったものであり、ライブではアルバムバージョンよりリズムが速くなっている。
「BARTER」（バーター）は本来物々交換の意味だが、ここでは業界用語のBARTERを指す。
「SEE YOU」はBメロに歌詞が追加されている。
「S.O.S」はライブの定番曲。ライブでは必ずイントロを流した後にサビの最後を歌ってから演奏する事が多い。
「夢」はソロ名義で発売された『エレジー』にはアコースティックヴァージョンで再録されている。
「「H･L･M」 is ORIGINAL」の歌詞は、全て暗号のようなオリジナルの言語で解読不能である。「H･L･M」とは「Habit･Lyric･Melody」の頭文字で、レコーディングの仮歌をそのまま録音したもの。
「IV "EITHER SIDE"」は 後に、横浜アリーナでのライヴで無料配布され、高橋克典に提供した楽曲のワンフレーズである。

## 収録曲
| 全作詞: 清春。 |                                               |           |           |                             |      |
| #              | タイトル                                      | 作詞      | 作曲      | 編曲                        | 時間 |
| 1.             | 「Noise Low3 」                               | 清春      | 人時      | 人時                        | 0:49 |
| 2.             | 「FAKE STAR」                                 | 清春      | 清春      | 黒夢                        | 2:39 |
| 3.             | 「BEAMS (FAKE STAR VERSION)」(5thシングル)    | 清春      | 清春      | 黒夢・西平彰                | 4:54 |
| 4.             | 「BARTER」                                    | 清春      | 人時      | 黒夢                        | 4:11 |
| 5.             | 「I "SUNNY'S VOICE" 」                        | 清春      |           | PRODUCED BY 黒夢 & 菊地圭介 | 0:26 |
| 6.             | 「SEE YOU (FAKE STAR VERSION)」(6thシングル)  | 清春      | 人時      | 黒夢                        | 4:55 |
| 7.             | 「REASON OF MY SELF」                         | 清春      | 人時      | 黒夢、佐久間正英            | 5:18 |
| 8.             | 「Ⅱ」                                         | 清春      |           | PRODUCED BY 黒夢 & 菊地圭介 | 0:14 |
| 9.             | 「SEX SYMBOL」                                | 清春      | 人時      | 黒夢                        | 3:24 |
| 10.            | 「Cool Girl」                                 | 清春      | 人時      | 黒夢                        | 4:39 |
| 11.            | 「S.O.S 」                                    | 清春      | 清春      | 黒夢                        | 3:18 |
| 12.            | 「Ⅲ」                                         | 清春      |           | PRODUCED BY 黒夢 & 菊地圭介 | 0:13 |
| 13.            | 「HYSTERIA'S」                                | 清春      | 人時      | 黒夢・佐久間正英            | 5:11 |
| 14.            | 「ピストル (FAKE STAR VERSION)」(7thシングル) | 清春      | 清春      | 黒夢・是永巧一              | 5:40 |
| 15.            | 「夢」                                        | 清春      | 清春      | 黒夢・佐久間正英            | 4:38 |
| 16.            | 「「H･L･M」 is ORIGINAL」                     | 清春      | 黒夢      | 黒夢                        | 3:30 |
| 17.            | 「IV "EITHER SIDE"」                          | 清春      |           | PRODUCED BY 黒夢 & 菊地圭介 | 1:25 |
| 合計時間:      | 合計時間:                                     | 合計時間: | 合計時間: | 56:02                       |      |

## 参加ミュージシャン
- 清春: Vocals
- 人時 :Bass & guitar (M-6)
- そうる透: Drums
- 是永巧一: Guitar (M-3, 14)
- 佐久間正英: Guitar (M-7, 13, 15)、Keyboards (M-7, 13, 15)、Programing (M-7, 13, 15)
- 原田喧太: Guitar (M-2, 4, 9, 10, 11, 16)
- 高島政晴: Guitar (M-6)
- 長谷川浩: Guitar (M-2, 4, 10, 11)
- 西平彰: Keyboards (M-3) & programing (M-3)
- 菊地圭介: Keyboards (M-2, 4, 6, 7, 9, 10, 11, 16) & programing (M-2, 4, 6, 9, 10, 11, 16)
- 小滝みつる: Keyboards (M-14)
- 鈴木秋則: Keyboards

## アルバム曲タイアップ
- FAKE STAR
  - TBS 「BLITZ INDEX」 OPテーマ
- BARTER
  - コカ・コーラ 「sprite Cool」 CMソング （清春出演）
  - 日本テレビ 「ウッチャンナンチャンのウリナリ!!」 挿入歌